# Salvatore De Meo
Salvatore De Meo (27 de octubre de 1971 en Fondi) es un político italiano miembro del Parlamento Europeo desde 2019. Ocupó su escaño después del Brexit.
Desde el 2022 preside la Comisión de Asuntos Constitucionales del Parlamento Europeo (AFCO).